# 浦庄村
浦庄村（うらしょうそん）は、徳島県にあった村である。1955年3月31日、合併して名西郡石井町となり消滅した。

## 地理
- 川：飯尾川

## 歴史
- 1889年10月1日 - 町村制施行に伴い、名西郡下浦村、上浦村、諏訪村、国実村、大満村が合併し、浦庄村が成立。
- 1955年3月31日 - （旧）石井町、藍畑村、高原村、高川原村と合併して石井町となり消滅。

## 交通

### 道路
国道
- 国道192号

都道府県道
- 徳島県道240号西麻植下浦線

## 名所・旧跡・観光スポット・祭事・催事
- 浦庄中世墓